# Орлиное гнездо (дача)
Дача Орлиное гнездо (также Дача Старицкой) — особняк начала XX века в посёлке Семеиз в Крыму, расположенный по адресу ул. Советская, 62, построенный по проекту и под руководством владелицы Старицкой К. И.

## Дача Орлиное гнездо
1 января 1902 года вдова штаб-ротмистра Сергея Дмитриевича Старицкого Клавдия Ивановна Старицкая приобрела у владельца Нового Симеиза И. С. Мальцова дачный участок № 35 в западной части Нового Симеиза площадью 383 квадратных сажени (примерно 17,4 сотки). Вскоре (точное время строительства дачи пока не установлено) сама Клавдия Ивановна, по собственному проекту, выстроила двухэтажное здание на 15 комнат, предназначенное «частью для себя, частью для сдачи внаём». Также на участке были сооружены надворный флигель и флигель, выходящий на улицу, оставшиеся 333 квадратных сажени занимал парк. Комнат сдавались по цене от 15 и более рублей в месяц, для съёма предлагались от трёх до шести комнат с кухней и приличной обстановкой. Старицкая, видимо, находясь в сложном фининсовой положении, заложила дачу, но продана она не была.
- Дача Старицкой, 1912 г. На первом плане флигель, выходящий на улицу.
- Объявление о продаже дачи Старицкой в путеводителе по Крыму Г. Г. Москвича 1912 г.
- Дача Орлиное гнездо, современный вид.
- Флигель дачи Старицкой, современный вид.

## После революции
16 декабря 1920 года приказом председателя Революционного комитета Крыма были изъяты «из частного владения как разных ведомств, так и частных лиц все имения Южного берега Крыма в районе от Судака до Севастополя включительно» и передавались в ведение специально созданного Управления Южсовхоза. Орлиное гнездо было передано в жилой фонд, в каковом качестве используется и поныне, во флигеле, выходящем на улицу, в поздний советский период работало кафе «Палуба» — «культовое» место для определённой[прояснить] категории отдыхающих.